# 詹姆斯·雷克托
詹姆斯·雷克托（英語：James Rector，1884年6月22日—1949年3月10日），美国男子田径运动员，主攻短跑。他曾代表美国参加1908年夏季奥林匹克运动会田径比赛，获得男子100米银牌。